# Pyramide numéro 24 de Lepsius
La pyramide no 24 de Lepsius (Lepsius XXIV) est une pyramide anonyme située à Abousir en Égypte et sans doute inachevée.
Elle doit son nom à son découvreur l'égyptologue Karl Richard Lepsius qui la place au vingt-quatrième rang dans sa liste des pyramides d'Égypte.
Elle est localisée à l'est de la pyramide de Néferefrê. Elle a été étudiée en 1983 par la mission tchèque de Miroslav Verner qui fit la découverte d'un sarcophage de granite rose.

## Exploration
Lors de son expédition prussienne en Égypte (1842-1845), l'archéologue allemand Karl Richard Lepsius identifie un petit site pyramidal et lui donne le numéro XXIV dans sa liste des pyramides.
Ludwig Borchardt, qui a exploré la nécropole d'Abousir six ans plus tard, a considéré les ruines comme un mastaba ou un double mastaba et n'a pas poursuivi ses recherches.
Une équipe tchèque dirigée par Miroslav Verner a entrepris des fouilles exploratoires en 1980-1981, 1987 et 1990, ainsi qu'une fouille complète en 1994 et a identifié le complexe, composé en plus d'une pyramide de culte et d'un temple mortuaire, qu'il a attribué à l'époque du roi Niouserrê de la Ve dynastie.

### Identification
L'habitant de la pyramide ne peut pas encore être identifié, car il ne reste aucune preuve directe, comme les inscriptions. Il est cependant probable que Niouserrê ait fait construire la pyramide pour l'une de ses épouses, peut-être Rêpoutnoub.

## Caractéristiques de la pyramide

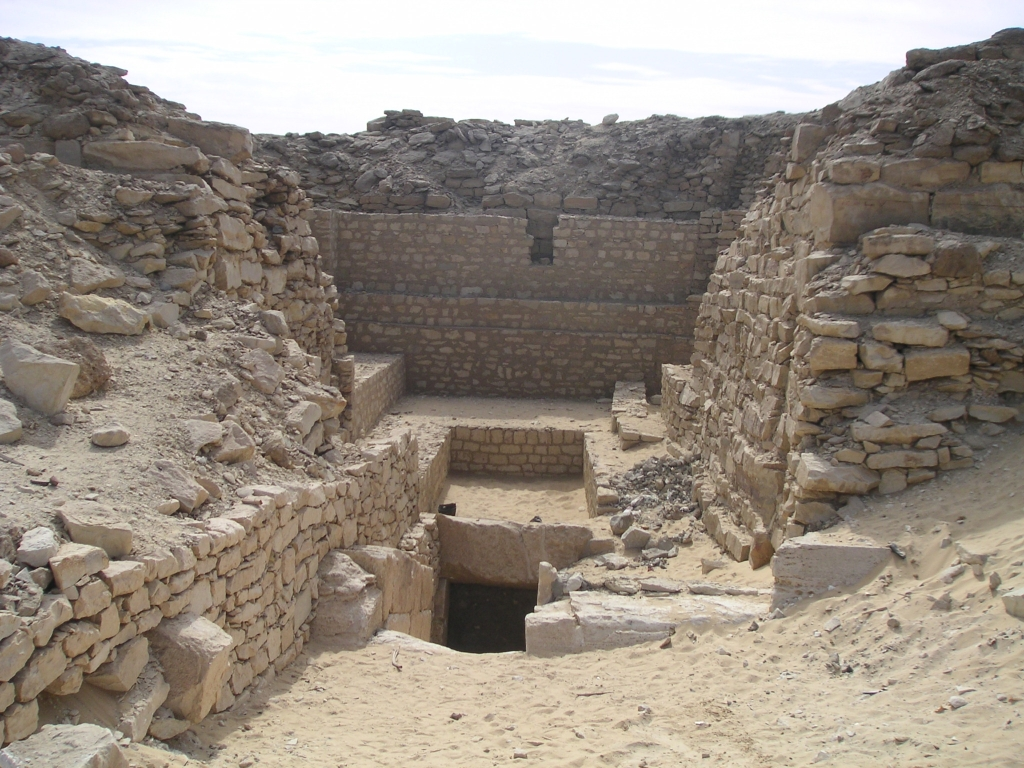
Accès restauré sur la face nord de la pyramide Lepsius

Avec une base mesurant 31,5 × 31,5 m et une pente de 60°15′, la pyramide Lepsius XXIV avait à l'origine une hauteur de 27,3 m. La structure centrale de la pyramide a été construite en trois couches, selon des recherches récentes. La maçonnerie de la première couche consiste en une enveloppe de pierre, l'intérieur étant rempli de sable, de gravats et de débris. Une structure de rampe orientée nord-sud et s'étendant dans la structure centrale a probablement été utilisée pour l'érection de cette couche. La deuxième couche consiste à nouveau en une enveloppe extérieure en pierre avec plusieurs cloisons à angles obliques, composées de fragments de pierre de forme irrégulière. L'espace intermédiaire a également été rempli de débris meubles de la même manière que la première couche. La troisième couche n'existe plus. Selon Verner, la technique mixte a permis d'accroître la stabilité. Un revêtement de calcaire fin semble avoir été fixé plus tard, car la maçonnerie du temple mortuaire touche directement la première couche centrale.
La maçonnerie de la pyramide présente une grande quantité de graffitis de construction. Ces graffitis mentionnent régulièrement le vizir Ptahchepsès, qui organisait toutes les constructions royales sous Niouserrê, ce qui indique que la pyramide a été construite sous son règne.
La substructure était aménagée comme une tombe ouverte, qui a finalement été recouverte par la pyramide. Le passage d'entrée partait du nord et menait à une chambre funéraire orientée est-ouest. Le passage a été en grande partie dégagé par les carrières.
La chambre funéraire contenait des fragments d'un sarcophage en granit rose, des parties du mobilier funéraire et la momie endommagée d'une femme âgée d'environ vingt-trois ans, dont l'identité est inconnue. Elle était probablement la propriétaire de la pyramide, mais il est également possible qu'elle soit une sépulture intrusive d'une période plus tardive, car les restes de la momie présentent des traces d'ablation de la cervelle, une pratique de momification qui n'est attestée qu'à partir du début du Moyen Empire. Une datation précise de la momie par radiocarbone n'est pas encore disponible. Le nom de l'occupant de la tombe n'est pas attesté,.
En outre, la zone de la chambre funéraire contient des fragments de biens funéraires, comme des récipients en albâtre, des outils en cuivre pour la cérémonie d'ouverture de la bouche et des jarres canopes.

## Complexe
Dans les ruines du complexe pyramidal, on peut identifier une petite pyramide de culte et un temple funéraire. L'ensemble du complexe était entouré d'un mur.

### Pyramide de culte
Dans l'angle sud du complexe se trouve une petite pyramide cultuelle avec une base d'environ 10 × 10 mètres, qui a été en grande partie détruite par une spoliation importante. Seuls quelques revêtements calcaires fins de l'angle nord-ouest et du côté ouest restent intacts. L'orientation de ces structures diffère un peu de l'orientation nord-sud de la structure principale,,.

### Temple mortuaire
Le temple mortuaire est situé à la position habituelle sur le côté est de la pyramide et semble avoir eu une structure simple. À l'exception d'une fausse porte sur le côté faisant face à la pyramide, il semble peu probable que le temple ait été décoré de reliefs, car aucun fragment de relief n'a été retrouvé.
La structure a été largement détruite au Nouvel Empire et à la période saïte, surtout sur le côté sud, et une reconstruction n'est donc plus possible,.